# Alan Bean

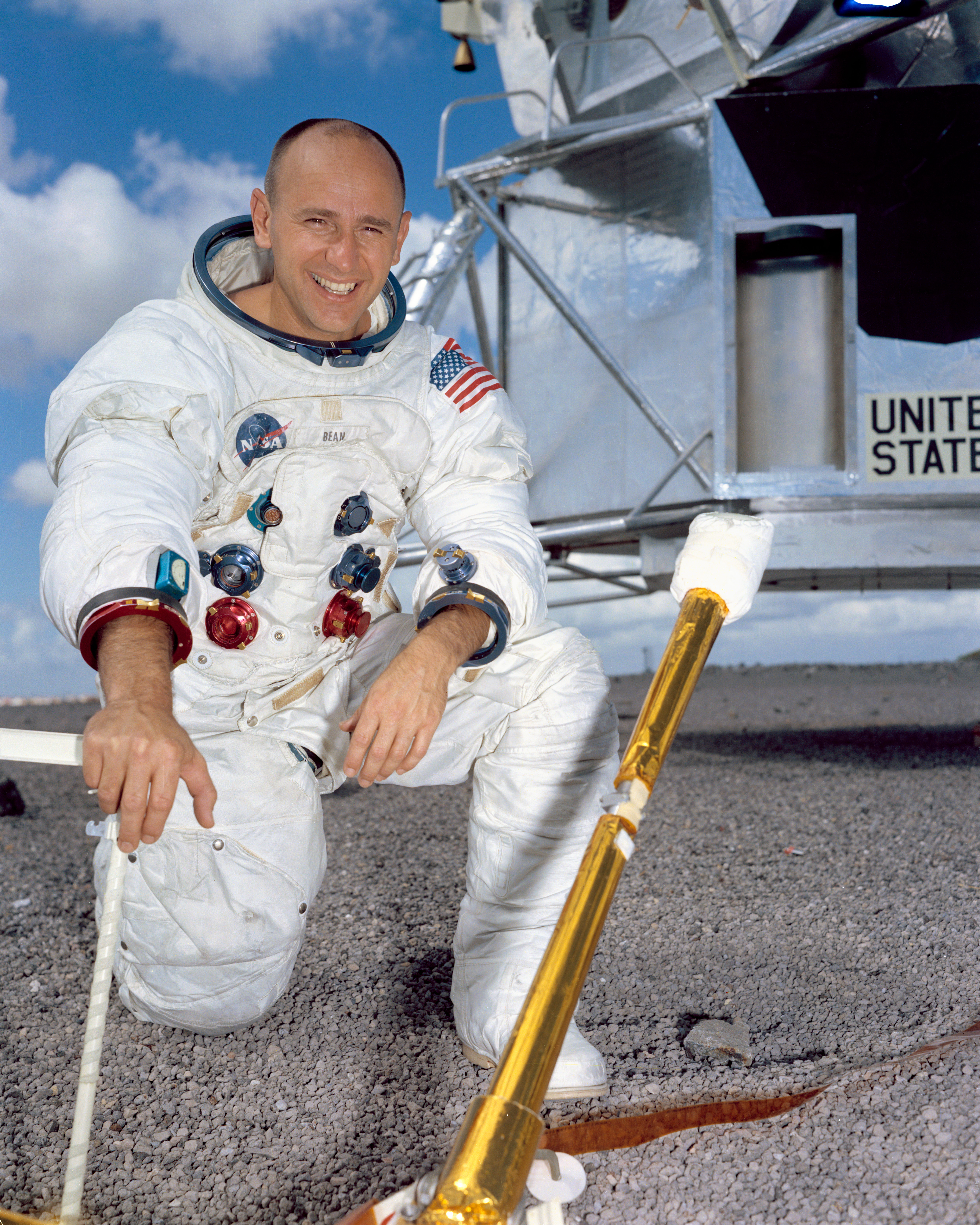
Astronaut Alan Bean

Alan LaVern Bean (Wheeler (Texas), 15 maart 1932 – Houston, 26 mei 2018) was een Amerikaans astronaut en de vierde man die de maan mocht betreden.
Bean werd geboren in Wheeler in Texas en opgeleid tot luchtvaartkundige aan de Universiteit van Texas. Hij diende 4 jaar als gevechtspiloot en werd vervolgens testpiloot bij de Amerikaanse marine.
De National Aeronautics and Space Administration selecteerde hem in 1963 en voor de reis van Apollo 12 verkoos men hem tot piloot van de maanlander.
Op 19 november 1969 landde de maanlander van de Apollo 12 ten noorden van Mare Cognitum, een gebied dat eerder was bezocht door de onbemande robots Loenik 5, Ranger 7 en Surveyor 3. Bean betrad de maan een half uur na zijn collega Charles Conrad.
Tijdens deze expeditie werden delen van de Surveyor 3 meegenomen om op aarde te bestuderen. Op de maan werd, naast een paar verloren filmrolletjes, ook de vlag van Beans middelbare school achtergelaten.
Na zijn maanavontuur was de belangrijkste opdracht van Bean het commando van Skylab 3 in 1973.
Na zijn pensioen in 1981 ging hij schilderen. Bean verwerkte echt maanstof en maansteentjes in zijn oeuvre.
Alan Bean werd in mei 2018 plotseling ziek tijdens een reis in Fort Wayne, Indiana, waarna hij twee weken later stierf in het Houston Methodist Hospital te Houston.

## Vernoeming
- De S.S. Alan Bean is een Cygnus-bevoorradingscapsule

## Galerij

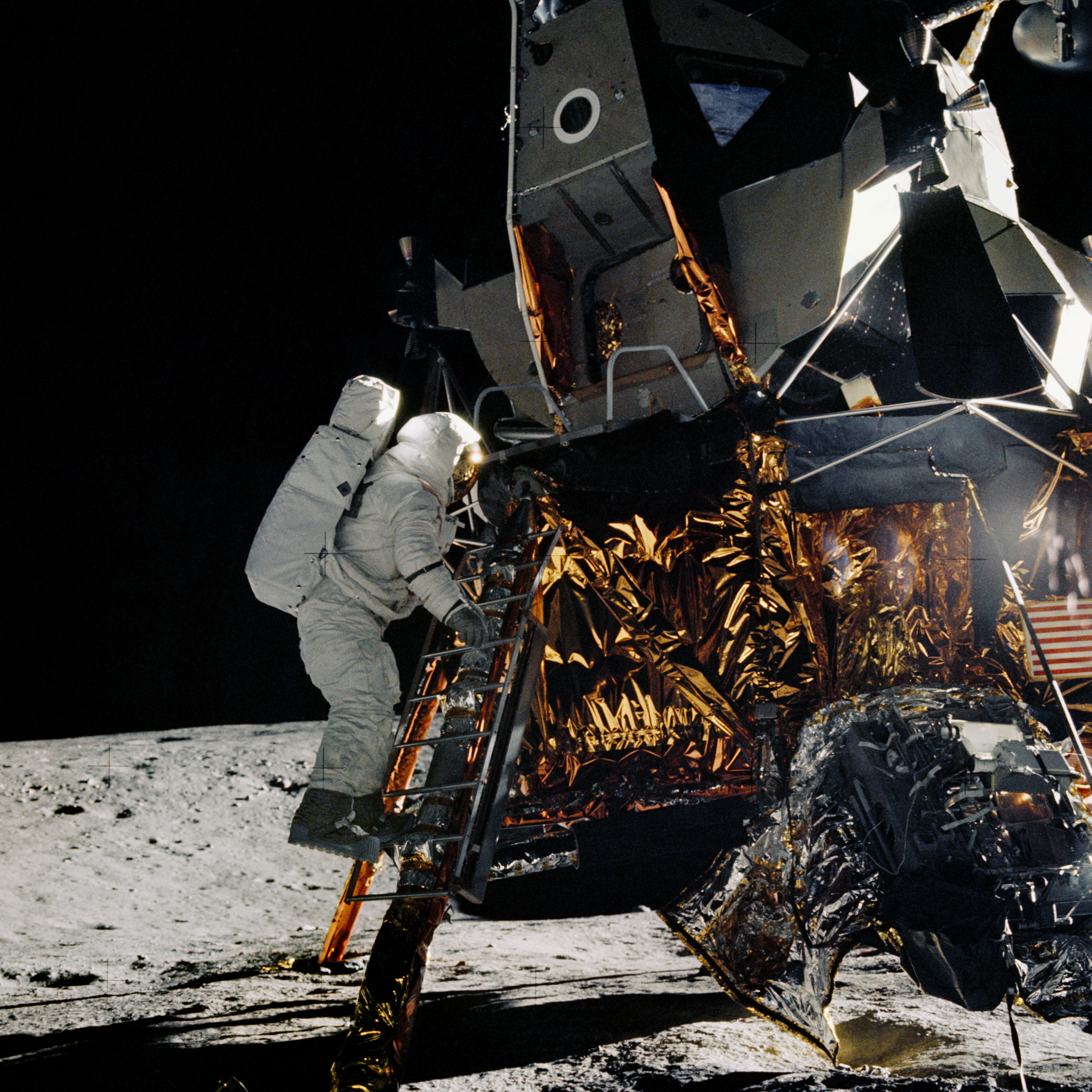
Bean stapt van de ladder van de Lunar Module op het maanoppervlak (19 november 1969)
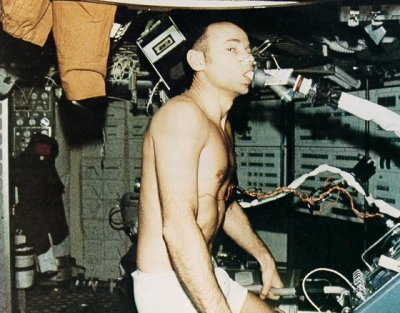
Alan Bean voert een experiment uit tijdens missie Skylab 3
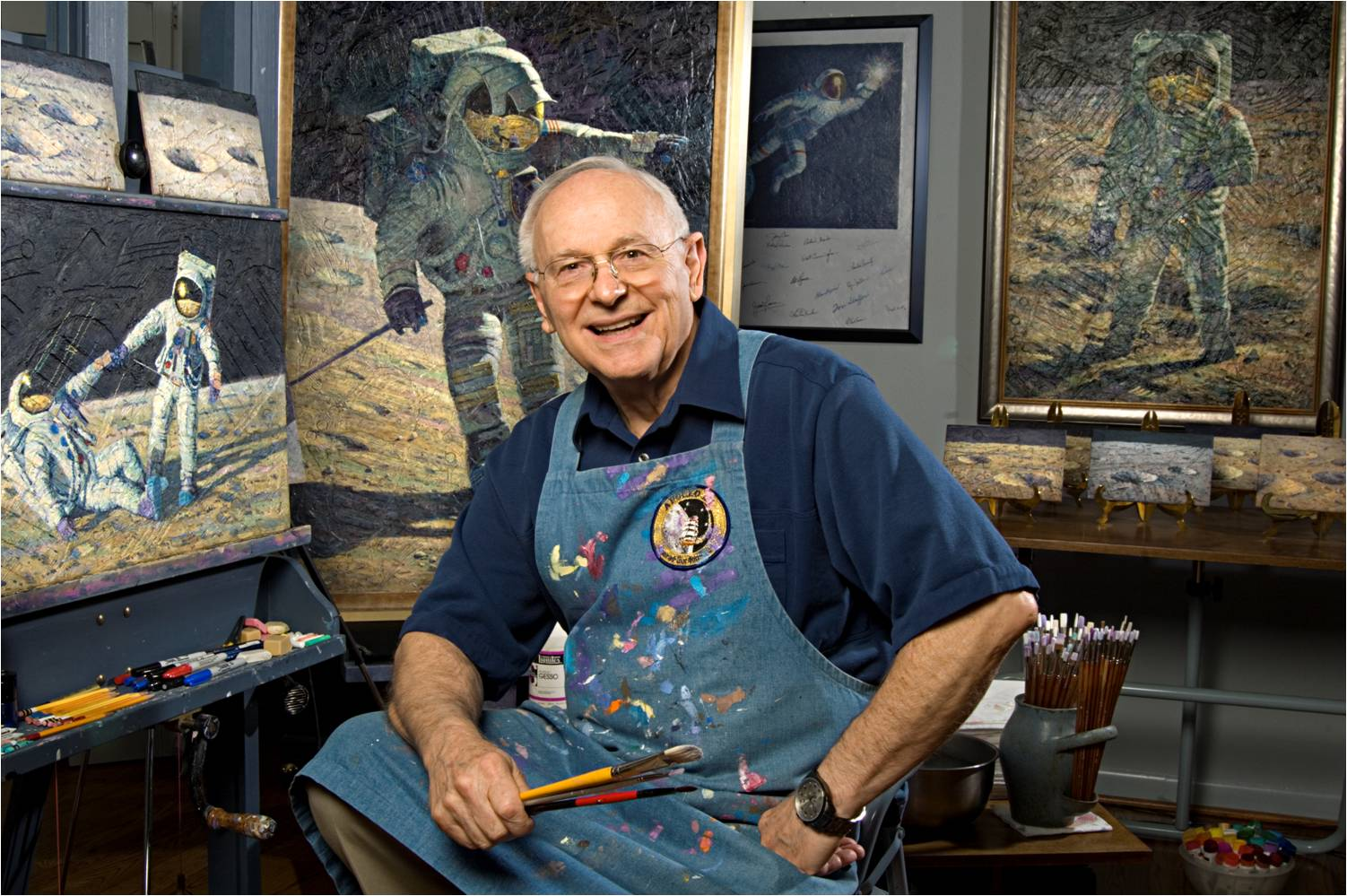
Alan Bean als kunstschilder